# Сухих, Андрей Якимович
Андрей Акимович (Иоакимович, Якимович) Сухих (10 августа 1798 — 1843) — русский живописец, академик ИАХ (1830).

## Биография
Родился в 1798 году на Ижорских казённых заводах в семье чиновника Иоакима (Акима, Якима) Сухих. С десятилетнего возраста (1808) учился живописи в Императорской академии художеств в Санкт-Петербурге под руководством В. К. Шебуева. Неоднократно получал награды Академии: малую серебряную медаль (1817), большую серебряную медаль (1820), малую золотую медаль за рисунки с натуры (1821). В том же году был выпущен из Академии с аттестатом 1-й степени. 
В 1827 году Сухих представил в Академию два портрета, мужской и женский, за которые был признан «назначенным в академики», а в 1830 был окончательно утверждён академиком за исполненную картину на заданную тему: «Улисс на острове Калипсо, который, сидя на берегу и взирая на Понт, сетует об отечестве своём». 
Сухих преимущественно зарабатывал себе на жизнь уроками рисования и реставрацией картин. Он также писал образы для церквей, в том числе, несколько образов для Александро-Невского православного собора в Варшаве.
Скончался Сухих в 1843 (согласно РБС, в 1873) году.